# Nikola Canev
Nikola Canev (bolgárul: Никола Димитров Цанев, Szófia, 1939. december 11. – Szófia, 2004. október 6.) bolgár labdarúgó, a CSZKA Szofija játékosa. Az 1960-as évek bolgár bajnokságának egyik sztárja.

## Pályafutása

### Klubcsapatokban
Pályafutását a CSZKA helyi riválisa, a Levszki Szofija együttesében kezdte. 1959-töl 1970-ig a CSZKA Szofija csapatában 238 bajnoki mérkőzést játszott és 118 gólt szerzett. Sokszor volt a csapat kapitánya, amellyel hatszor nyert bolgár bajnokságot és három bolgár kupát. Az 1963–64-es szezonban 26 gólt szerzett a bajnokságban, és a bolgár élvonal gólkirálya lett.
Az 1966–67-es szezonban a CSZKA-val bejutott a bajnokcsapatok Európa-kupája elődöntőjébe, ahol az Internazionale elleni első elődöntő mérkőzésén gólt szerzett a San Siróban. A döntetlen miatt (mindkét meccs összesítése 1–1 volt) egy harmadik találkozóra volt szükség az Internazionale és a CSZKA között. Ekkor az olaszok 1–0-ra nyertek, és bejutottak a döntőbe.

### A válogatottban
Részt vett a római 1960. évi nyári olimpiai játékokon. 1960. augusztus 26-án Törökország elleni 3–0-s mérkőzésen lépett először pályára. Első gólját 1963. április 30-án szerezte a Csehszlovákia elleni 2–1-re megnyert meccsen. Az 1966. november 13-án lejátszott Eb-selejtezőn kétszer volt eredményes a Norvégia elleni 4–2-re megnyert találkozón. A bolgár labdarúgó-válogatottban összesen 8 meccsen lépett pályára, és 3 gólt szerzett.

### Edzőként
A játékoskarrierje befejezése után edzőként dolgozott, irányította a bolgár élvonalbeli FK Shumen és a Bełasica Petrycz csapatait, valamint a CSZKA Szofija junior csapatait.

## Sikerei, díjai

### Klubcsapatokkal
CSZKA Szofija
- Bolgár bajnokság:
  - Bajnok (6): 1958–59, 1959–60, 1960–61, 1961–62, 1965–66, 1968–69
- Bolgár labdarúgókupa:
  - Győztes (3): 1960–61, 1964–65, 1968–69
- Bajnokcsapatok Európa-kupája:
  - Elődöntős: 1966–67

### Egyéni
- A bolgár bajnokság gólkirálya: 1963–64 (26 gól)

## Fordítás
- Ez a szócikk részben vagy egészben  a   Nikoła Canew című lengyel Wikipédia-szócikk ezen változatának fordításán alapul.  Az eredeti cikk szerkesztőit annak laptörténete sorolja fel. Ez a jelzés csupán a megfogalmazás eredetét és a szerzői jogokat jelzi, nem szolgál a cikkben szereplő információk forrásmegjelöléseként.